# MTN-Qhubeka/2015
Deze pagina geeft een overzicht van de MTN-Qhubeka-wielerploeg in 2015. 

## Algemene gegevens
Algemeen manager: Douglas Ryder
Ploegleiders: Jens Zemke, Jean-Pierre Heynderickx, Michel Cornelisse, Alex Sans Vega
Fietsmerk: Cervélo
Kopmannen: Edvald Boasson Hagen & Natnael Berhane

## Transfers
| Inkomend                    | Team 2014                    | Uitgaand            | Team 2015               |
| --------------------------- | ---------------------------- | ------------------- | ----------------------- |
| Edvald Boasson Hagen        | Team Sky                     | Tsgabu Grmay        | Lampre-Merida           |
| Matthew Goss                | Orica-GreenEdge              | Linus Gerdemann     | Cult Energy Pro Cycling |
| Tyler Farrar                | Garmin Sharp                 | Sergio Pardilla     | Caja Rural-Seguros RGA  |
| Steven Cummings             | BMC Racing Team              | Martin Reimer       | LKT Team Brandenburg    |
| Theo Bos                    | Belkin Pro Cycling           | Ignatas Konovalovas | Team Marseille 13 KTM   |
| Serge Pauwels               | Omega Pharma-Quick-Step      | John-Lee Augustyn   | Gestopt                 |
| Natnael Berhane             | Team Europcar                | Bradley Potgieter   | Team Europcar S.A.      |
| Matthew Brammeier           | Synergy Baku Cycling Project | Martin Wesemann     | Onbekend                |
| Reinardt Janse van Rensburg | Giant-Shimano                | Ferekalsi Debesay   | Onbekend                |
|                             |                              | Dennis van Niekerk  | Onbekend                |
|                             |                              | Meron Russom        | Onbekend                |
|                             |                              | Jani Tewelde        | Onbekend                |

## Renners
| Naam                        | Geboortedatum | Nationaliteit       | Ploeg 2014                   |
| --------------------------- | ------------- | ------------------- | ---------------------------- |
| Natnael Berhane             | 05-01-1991    | Eritrea             | Team Europcar                |
| Edvald Boasson Hagen        | 17-05-1987    | Noorwegen           | Team Sky                     |
| Theo Bos                    | 22-08-1983    | Nederland           | Belkin Pro Cycling           |
| Matthew Brammeier           | 07-06-1985    | Ierland             | Synergy Baku Cycling Project |
| Gerald Ciolek               | 19-09-1986    | Duitsland           |                              |
| Steven Cummings             | 19-03-1981    | Verenigd Koninkrijk | BMC Racing Team              |
| Nicholas Dougall            | 21-11-1992    | Zuid-Afrika         |                              |
| Tyler Farrar                | 02-06-1984    | Verenigde Staten    | Garmin Sharp                 |
| Matthew Goss                | 05-11-1986    | Australië           | Orica-GreenEdge              |
| Reinardt Janse van Rensburg | 03-02-1989    | Zuid-Afrika         | Giant-Shimano                |
| Jacques Janse Van Rensburg  | 06-09-1987    | Zuid-Afrika         |                              |
| Songezo Jim                 | 17-09-1990    | Zuid-Afrika         |                              |
| Merhawi Kudus               | 23-01-1994    | Eritrea             |                              |
| Louis Meintjes              | 21-02-1992    | Zuid-Afrika         |                              |
| Adrien Niyonshuti           | 02-01-1987    | Rwanda              |                              |
| Serge Pauwels               | 21-11-1983    | België              | Omega Pharma-Quick-Step      |
| Youcef Reguigui             | 09-01-1990    | Algerije            |                              |
| Kristian Sbaragli           | 08-05-1990    | Italië              |                              |
| Andreas Stauff              | 22-01-1987    | Duitsland           |                              |
| Daniel Teklehaimanot        | 10-11-1988    | Eritrea             |                              |
| Jay Robert Thomson          | 12-04-1986    | Zuid-Afrika         |                              |
| Johann van Zyl              | 02-02-1991    | Zuid-Afrika         |                              |
| Jaco Venter                 | 13-02-1987    | Zuid-Afrika         |                              |

## Overwinningen
Trofeo Andratx-Mirador d'Es Colomer
Winnaar: Steven Cummings
Zuid-Afrikaans kampioenschap
Wegrit: Jacques Janse Van Rensburg
Afrikaans kampioenschap
Wegrit: Louis Meintjes
Ronde van Langkawi
7e etappe: Youcef Reguigui
Eindklassement: Youcef Reguigui
Internationale Wielerweek
4e etappe: Louis Meintjes
Eindklassement: Louis Meintjes
Tour des Fjords
5e etappe: Edvald Boasson Hagen
Critérium du Dauphiné
Bergklassement: Daniel Teklehaimanot
Ster Elektrotoer
4e etappe: Matthew Brammeier
Nationale kampioenschappen wielrennen
Eritrea - tijdrit: Daniel Teklehaimanot
Eritrea - wegrit: Natnael Berhane
Noorwegen - tijdrit: Edvald Boasson Hagen
Noorwegen - wegrit: Edvald Boasson Hagen
Ronde van Oostenrijk
5e etappe: Johann van Zyl
Ronde van Frankrijk
14e etappe: Steven Cummings
Ronde van Denemarken
2e etappe: Edvald Boasson Hagen
Ronde van Spanje
10e etappe: Kristian Sbaragli
Ronde van Groot-Brittannië
Eindklassement: Edvald Boasson Hagen
2007 · 2008 · 2009 · 2010 · 2011 · 2012 · 2013 · 2014 · 2015 · 2016 · 2017 · 2018 · 2019 · 2020 · 2021